# Xã Kỳ
Xã Kỳ (chữ Hán giản thể: 旗县, Hán Việt: Xã Kỳ huyện) là một huyện thuộc địa cấp thị Nam Dương, tỉnh Hà Nam, Cộng hòa Nhân dân Trung Hoa. Huyện Xã Kỳ nằm ở phía đông bồn địa Nam Dương. Huyện này có diện tích 1203 km², dân số 620.000 người.
Huyện Xã Kỳ được chia ra thành các đơn vị hành chính gồm 18 trấn và hương. Các đơn vị trấn hương này lại được chia thành 240 thôn hành chính. Huyện lỵ đóng ở trấn Xã Kỳ. 